# Sylva Hamplová
Sylva Hamplová (rodné jméno Sylva Pavlíková; * 14. května 1935 Praha) je česká vysokoškolská učitelka a romanistka, vyučující na Univerzitě Karlově v Praze. Věnovala se současné italské gramatice, vývoji italštiny a publikovala příspěvky o španělské gramatice.

## Životopis
Sylva Hamplová složila maturitní zkoušku na pražském Benešově státním reálném gymnáziu. V letech 1953–1958 studovala španělštinu a italštinu na Filozofické fakultě Univerzity Karlovy v Praze. V roce 1961 započala svoje působení na Ústavu jazyka a literatur, posléze působila na Ústavu románských studií Filozofické fakulty Univerzity Karlovy. V letech 1962–1963 strávila na pozvání chilského romanisty Ambrosia Rabanalese Ortize (1917–2010) jeden studijní semestr na univerzitě v Chile (Universidad de Chile).

### Výběr z publikační činnosti
- Italské lingvistické texty (vyd. 1973, 1984)
- Italské texty pro jazykové kursy (vyd. 1975)
- L’aspetto del processo verbale in italiano. 1. vyd. Praha: SPN, 1982. 166 S.
- Cvičení z italského pravopisu a morfosyntaxe (vyd. 1983, 1987)
- K problematice vidovosti v italštině (vyd. 1994)
- Nástin vývoje italského jazyka. 1. vyd. Praha: Karolinum, 2002. 227 S.
- Mluvnice italštiny (Grammatica italiana). 1. vyd. Praha: Leda, 2004. 445 S.
- (s Josefem Dubským). Španělština pro vědecké a odborné pracovníky: základní kurs. 1. vyd. Praha: Academia, 1966. 388 S.
- Stručná mluvnice italštiny (1. vyd. 1974, 2. vyd. 1987, 3. vyd. 1995)
- Stručná mluvnice španělštiny (1. vyd. 1967, 2. vyd. 1976, 3. vyd. 1985, 4. vyd. 1996/1998)
- (s Jaroslavou Jindrovou). Česko-portugalský slovník (Dicionário checo português). 1. vyd. Praha: Leda, 1997. 677 S.